# Norwegische Badmintonmeisterschaft 1939
Die Norwegische Badmintonmeisterschaft 1939 fand in Oslo statt. Es war die erste Austragung der nationalen Meisterschaften von Norwegen im Badminton.	

## Titelträger
| Disziplin    | Sieger                        |
| ------------ | ----------------------------- |
| Herreneinzel | Hjalmar Lystad                |
| Dameneinzel  | Gerd Langholen                |
| Herrendoppel | Hjalmar Lystad Jan Nyquist    |
| Damendoppel  | nicht ausgetragen             |
| Mixed        | Hjalmar Lystad Gerd Langholen |